# Burilado de la plata
El burilado de la plata es una antigua técnica de trabajo de este metal que se siguió desarrollando en la época del Virreinato del Perú que exige dominio y seguridad de mano en el manejo de la herramienta (el buril) que tiene diversas formas según los efectos que se aspiren lograr con la incisión.
El surco del buril es inconfundible por su pureza y precisión, y mediante el uso de diversas puntas se logran efectos muy bellos y variados.
Las piezas elaboradas con esta técnica son muy apreciadas por quienes realizan turismo en el Perú.